# Lütticher Fuß
Lütticher Fuß war ein belgisches Längenmaß mit zwei verschiedenen Werten. Es gehörte zu den älteren Maßen.
Allgemein teilte man das Längenmaß in
- 1 Fuß (Pied) = 10 Zoll (Pouces) = 100 Linien (Lignes) = 1000 Punkte (Points).

Den Fuß unterschied man in
- St Lamberts Fuß, Lambert Fuß, genauer Saint Lambert Fuß für Flächenvermessungen[1][2]
  - 1 St Lamberts Fuß = 129,35 Pariser Linien = 0,291796 Meter
- St. Hubertus Fuß, Hubertus Fuß, genauer Saint Hubertus Fuß für Zimmer- und Maurerarbeiten
  - 1 St. Hubertus Fuß =  130,64 Pariser Linien =  0,294698 Meter